# 星吉
星吉（1296年—1352年），字吉甫，元朝大臣。河西唐兀人，搠思吉之子。
星吉世为怯里马赤（翻译员），元武宗时入职。年轻时给事皇太子寿山潜邸，以精敏著称。元英宗初年，为中尚监丞、右侍仪、同修起居注。泰定元年（1324年），官监察御史，有直声。后为宣政院使、江南行台御史大夫。制止威顺王肆意侵夺百姓，胡僧小住持的恃宠横甚，使豪强敛手，贫民称快。至正初年，为宣徽院使、宣政院使。至正十年（1350年），出任湖广行省平章政事。至正十一年（1351年）率军镇压汝、颍地区红巾军，修城募兵，扼守武昌。城破，回京调任大司农。次年，出为江西行省平章政事，借钱募兵，在太平（今安徽当涂），招募二千新兵，与徐寿辉红巾军战，先后在铜陵、池州、湖口、安庆等地作战。当时红巾军已破江州，星吉力战收复，据番阳口。九月，以众寡不敌，在小孤山兵败被红巾军所俘，绝食而死。一说被红巾军用箭射死。追封咸宁王，谥忠肃。

## 延伸阅读
[在维基数据编辑]
 《元史·卷144》，出自宋濂《元史》
 《新元史/卷219》，出自柯劭忞《新元史》